# Val

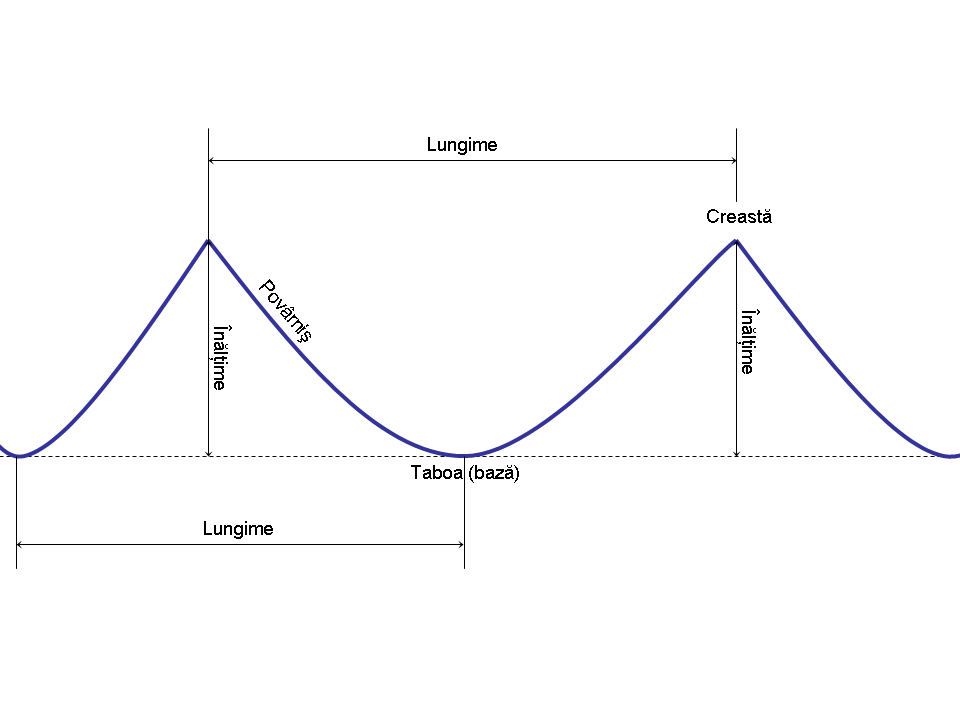
Elementele unui val

Valul este unda formată la suprafața mărilor sau oceanelor prin mișcarea oscilatorie a apei, datorită vântului sau cutremurelor.
Un val (sinonim talaz) este o ondulație a unei suprafețe întinse de apă (lac, mare, ocean), ca rezultat al mișcărilor de oscilație determinate de acțiunea vântului, de cutremure, de variația bruscă a presiunii atmosferice, de atracția Lunii și Soarelui și de deplasarea unei nave prin apă. 
Se caracterizează prin:
- lungime de undă: distanța dintre două creste succesive;
- amplitudine: înălțime deasupra suprafeței calme;
- înălțime: dublul amplitudinii;
- perioadă: intervalul de timp necesar parcurgerii unei lungimi de undă;
- frecvență: numărul de perioade pe secundă.

După cauzele care le dau naștere, deosebim: 
1. valuri de vânt;
2. valuri seismice;
3. valuri anemobarice;
4. valuri de maree;
5. valuri de navă.

În afară de acțiunea cu rol modificator asupra uscatului, valurile de vânt formate pe suprafața mărilor și oceanelor constituie unul dintre principalele elemente hidro-meteorologice care influențează direct siguranța navigației. 
Valurile de vânt se formează în urma acțiunii intermitente a vântului asupra stratului de apă de la suprafața mării aflat în stare de repaus. Această acțiune constă într-o apăsare, concomitent cu frecarea maselor de aer în mișcare de particulele de apă, care sunt scoase din poziția de echilibra și determinate să execute o mișcare de oscilație. Inițial se formează încrețituri mici, numite valuri capilare care, la încetarea vântului, se amortizează datorită tensiunii superficiale. Dacă vântul se intensifică și acționează un timp mai îndelungat, dimensiunile valurilor cresc, ele transformându-se în valuri gravitaționale. Valurile gravitaționale sunt denumite:
1. valuri libere (engleză free waves), care după încetarea vântului își micșorează treptat dimensiunile, consumând energia înmagazinată în procesul de frecare între ele a moleculelor de apă și
2. valuri forțate (engleză forced waves), care continuă să se dezvolte, ca urmare a persistenței și intensificării vântului, transformându-se în valuri de furtună.

La valurile de furtună, crestele sunt spulberate de vânt, iar pe pantele lor apar pete albe de spumă numite berbeci (engleză white horses); începând cu agitația de gradul 10, crestele valurilor foarte înalte cad spre înainte (deferlează) cu zgomot caracteristic, asemănător unui muget puternic. După încetarea vântului, valurile de furtună trec într-o fază de stabilizare, când forma lor devine regulată, iar dimensiunile lor nu se modifică un timp mai îndelungat; aceste ondulații regulate formează o agitație a mării numită hulă. 
Din punctul de vedere al formei, valurile pot fi: 
1. bidimensionale — la care crestele sunt foarte lungi și paralele între ele;
2. tridimensionale — care în afară de creste lungi se caracterizează și printr-o lungime mare și
3. izolate — la care creasta are formă de cupolă, fiind lipsite de scobituri.

Mai deosebim:
1. valuri lungi — la care lungimea este mult mai mare decât adâncimea mării și
2. valuri scurte — a căror lungime este mai mică decât adâncimea mării în zona lor de formare.

În momentul când valurile ajung pe fundurile mici din dreptul coastelor întinse are loc fenomenul numit deferlare; dacă deferlarea se produce deasupra unui banc aflat la distanță de coastă, valurile de acest gen se numesc brizanți. 
În cazul coastelor abrupte și cu adâncimi mari, precum și în cazul construcțiilor hidrotehnice, valurile se lovesc de peretele vertical al acestora și apoi se reflectă și, combinându-se cu valurile incidente dau naștere unor valuri cu amplitudine mare, a căror forță de izbire este considerabilă și a căror creastă se ridică la înălțimi mari (chiar până la 60 m). În unele sectoare, coastele sunt supuse unor distrugeri uriașe provocate de aceste valuri de spargere. Pătrunzând într-un bazin portuar, valurile de vânt sau de hulă se lovesc de peretele vertical al cheurilor, se reflectă și apoi intră în interferență cu valurile noi, dând naștere unei agitații deosebite numită resacă sau clapoti, caracterizată prin valuri scurte cu pantă mare și cu oscilație pe verticală; această agitație îngreuiază staționarea navelor la cheu și creează dificultăți operațiunilor de încărcare - descărcare.
S-a observat în general că valurile se propagă pe grupuri distincte, care se succed la intervale aproximativ egale și între care marea pare mai puțin agitată. Valurile din fiecare grup au înălțimi diferite, vitezele lor de propagare fiind inegale. Din acest motiv se produce fenomenul de interferență, care determină o creștere progresivă a înălțimii. Din experiența și observațiile de multe secole ale navigatorilor s-a ajuns la concluzia că al nouălea sau al zecelea val din cadrul unui grup este mai înalt și mai periculos decât celelalte.

## Elementele valurilor
- Frontul valului (în engleză wave front) este linia care trece de-a lungul crestei valului și care este aproximativ perpendiculară pe direcția de propagare a profilului acestuia.

- Panta valului (în engleză wave slope) este unghiul format de tangenta la suprafața valului cu linia orizontală în punctul de tangență. Are valori diferite și de regulă se ia cea maximă. În practică se calculează prin raportul dintre înălțimea valului și jumătate din lungimea sa.

- Viteza valului (în engleză wave velocity) este distanța parcursă de creasta valului în unitatea de timp. Este un element al valurilor de translație și se apreciază în m/s sau mile/h, calculându-se prin raportul dintre lungimea valului și perioada sa.

- Creasta valului (în engleză wave crest) este partea superioară a unui val, care este spulberată pe vânt puternic. Este linia ce unește punctele cu cotele maxime ale valului.

- Înălțimea valului (în engleză wave height) este distanța măsurată pe verticală între creasta valului și linia de cea mai mică cotă a scobiturii imediat următoare. Se apreciază din vedere sau cu aparate speciale, iar valorile se dau în metri sau picioare. Înălțimea obișnuită a valurilor oceanice este de 5 m, iar valorile maxime măsurate până în prezent sunt următoarele:

- 21 m în bazinul nordic al Oceanului Pacific;
- 15,6 m în bazinul nordic al Oceanului Atlantic;
- 14 m în emisfera sudică;
- 11,5 m în Oceanul Indian.

- Scobitura valului (în engleză wave hollow) este un termen care se referă mai ales la partea cea mai adâncă a văii dintre valuri.

- Lungimea valului (în engleză wave length) este distanța în metri sau în picioare măsurată pe orizontală între două creste sau scobituri succesive de val. Valorile medii ale valurilor oceanice sunt cuprinse între 69 m și 110 m. Valorile maxime ale lungimii valurilor determinate pe baza unor numeroase observații sunt următoarele:

- 170m în bazinul nordic al Oceanului Atlantic;
- 214 m în bazinul sudic al aceluiași ocean;
- 233 m în Oceanul Pacific;
- 342 m în bazinul sudic al Oceanului Indian.

- Perioada valului (în engleză wave period) este intervalul de timp, măsurat în secunde, în care două creste succesive de val trec prin dreptul unui punct fix de observație sau timpul necesar ca o creastă de val să parcurgă o distanță egală cu lungimea valului.

## Reflexia și refracția valurilor
Reflexia valurilor (în engleză wave reflexion) este fenomenul de respingere a valurilor de către peretele vertical al construcțiilor hidrotehnice sau al falezelor abrupte în zone cu adâncimi mari. În cadrul acestui fenomen are loc combinarea valurilor reflectate cu cele incidente, luând naștere o agitație puternică numită clapoti sau resacă, deosebit de periculoasă în unele bazine portuare, pentru navele staționate la cheu. Reflexia valurilor are loc și în zona centrală a unui ciclon tropical, unde se produce o agitație a mării foarte puternică din cauza valurilor care se propagă din direcții diferite.
Refracția valurilor (în engleză wave refraction) este schimbarea direcției de propagare a valurilor ori de câte ori frontul acestora se apropie de linia coastei sub un unghi de înclinare. În cadrul acestui fenomen are loc o modificare a lungimii valurilor, a căror creastă în final capătă o orientare paralelă cu linia coastei. 